# Atlanta Open 1978
L'Atlanta Open 1978 è stato un torneo di tennis giocato sul cemento. È stata la 7ª edizione dell'Atlanta Open, che faceva parte del Colgate-Palmolive Grand Prix 1978. Si è giocato ad Atlanta negli USA, dal 21 al 27 agosto 1978.

## Campioni

### Singolare
Stan Smith ha battuto in finale  Eliot Teltscher 4-6 6-1 2-1 ritiro

### Doppio
John Alexander /  Butch Walts hanno battuto in finale  Mike Cahill /  Marcelo Lara 3-6, 6-4, 7-6